# Alfhild (mytologi)
Alfhild är i Gesta Danorum en kungadotter som uppvaktas av kung Alf. Enligt Viktor Rydberg återspeglar denna historia en fornnordisk myt om en förening mellan en soldis och guden Heimdall. 
I Hervararsagan står det att Alfhild (som är dotter till kung Alf av Alfheim) rödfärgar hargen under disablotet på natten och då blir bortrövad av Starkad Åledräng. Det finns också en uppgift om en Alfhild, dotter till kung Alvarin i Alvhem. Det är osäkert om dessa syftar på samma person, men Alfhild i myterna är alltid en kungadotter.

## Alfhild i modern kultur
I Johanne Hildebrandts moderna skönlitterära trilogi Sagan om Valhalla är Alfhild drottning över Alfheim och gift med Sigvard Vittfarne.